# Кероро, поручник жабац
Кероро, поручник жабац (транслит.) јапанска је анимирана серија.
У Србији, Црној Гори, Босни и Херцеговини и Македонији серија је почела са емитовањем 2012. на каналу Ултра, синхронизована на српски језик. Синхронизацију је радио студио Loudworks. Касније је емитована и на каналима Pink 2, Pink Kids и Pink Super Kids. Нема DVD издања.

## Радња
Прича почиње на планети Керон где петоро дечака имају лепо детињство, сви осим Керора. Он одлази у посебну школу за војнике где среће 4 пријатеља и они одлучују да оснују јединицу Кероро, коју чине: Поручник Кероро, војник Тамама, мајор Куруру, наредник Гироро и каплар Дороро. Кероро и његова јединица су први талас инвзије Земље. Међутим, војска са Керона губи сигнал са Земље и повлачи се, а Кероро и његов тим остају раздвојени на Земљи. Временом се окупе и живе маскирани у кући породице Хината, ипак покушавајући да покоре Земљу.

## Ликови
- Кероро је вођа јединице и највиши ниво у војсци. При великој влажности ваздуха он добија снагу и ослобађа снажне кугле из руку и своју тамну страну. Веома је незрео и остатак тима га слабо поштује.
- Тамама је млади војник који много воли Керора и жели бити као он. Када се много наљути употреби специјални Тамама напад из својих руку.
- Куруру је задужен за оружје и технологију у коју се доста разуме. Он воли да се смешка и исмева сваког из јединице.
- Гироро је експерт за ратовање и најјачи војник у јединици. Стално говори како је Кероро неозбиљан и неодговоран у погледу јединице. Он стално жели да прича о освајању Земље.
- Дороро је нинџа, дисциплиновани војник и Кероров пријатељ од детињства.
- Нацуми Хината је девојка која мрзи Керора и његову јединицу.
- Фујуки Хината је Нацумин брат и Кероров највећи пријатељ са Земље.
- Момоко је девојка, која је страшно заљубљена у Фујукија. У почетку је чувала Тамаму.
- Моа је девојка, која воли Керора и стално му помаже у освајању Земље.
- Аки Хината или Краљица Мајка, како је Кероро зове, је мајка Нацуми и Фујукија. Ради као цртач манга стрипова. Њој су сви из јединице слатки и користи их за своје манге. Она је веома лепа и заносна госпођа.

## Улоге
| Име лика   | Име глумца                |
| ---------- | ------------------------- |
| Кероро     | Јелена Стојиљковић Рајанс |
| Дороро     | Милан Тубић               |
| Фујуки     | Милан Тубић               |
| Гироро     | Милан Чучиловић           |
| Приповедач | Милан Чучиловић           |
| Тамама     | Андријана Тасић Оливерић  |
| Аки Хината | Андријана Тасић Оливерић  |
| Куруру     | Марко Марковић            |
| Сабуро     | Марко Марковић            |
| Нацуми     | Јелена Ђорђевић Поповић   |
| Момоко     | Александра Ширкић         |
| Сацуки     | Александра Ширкић         |
| Ангол Моа  | Мариана Аранђеловић       |

## Настанак
Кероро је дело јапанског редитеља Јунићија Сатоа. Објављен је 3. априла 2004. године. Серија садржи 358 епизода.